# Falsterbo fågelstation
Falsterbo fågelstation är en svensk fågelstation belägen på Falsterbonäset i det sydvästligaste hörnet av Skåne. Falsterbo är en så kallad flyttfågellokal och forskningen är inriktad på räkning och ringmärkning av flyttfåglar som passerar området. Verksamheten i området påbörjades redan i slutet av 1940-talet och stationen är tillsammans med Ottenby fågelstation den internationellt mest kända av de svenska fågelstationerna. Huvudbyggnaden konstruerades mellan 1954 och 1955 varför man räknar 1955 som det egentliga grundandet. Fågelstationen ägs av Skånes Ornitologiska Förening och drivs på ideell basis. Man ansvarar även för driften av SMHIs väderstation vid Falsterbo fyr.